# Rémy Rochas
Rémy Rochas (La Motte-Servolex, 18 de maio de 1996) é um ciclista francês, membro da equipa Cofidis.

## Palmarés
- 2016
  - 1 etapa do Ronde d'Isard

## Resultados em Grandes Voltas
| Corrida | Corrida         | 2019 | 2020 | 2021 | 2022 | 2023 |
| ------- | --------------- | ---- | ---- | ---- | ---- | ---- |
|         | Giro d'Italia   | —    | —    | Ab.  | 71.º | Ab.  |
|         | Tour de France  | —    | —    | —    | —    | —    |
|         | Volta a Espanha | —    | —    | 15.º | Ab.  | —    |

—: não participa

Ab.: abandono